# 马元 (封神演义)
马元，又称一气仙，中国明代神魔小说《封神演义》中的人物，截教门人。

## 小说

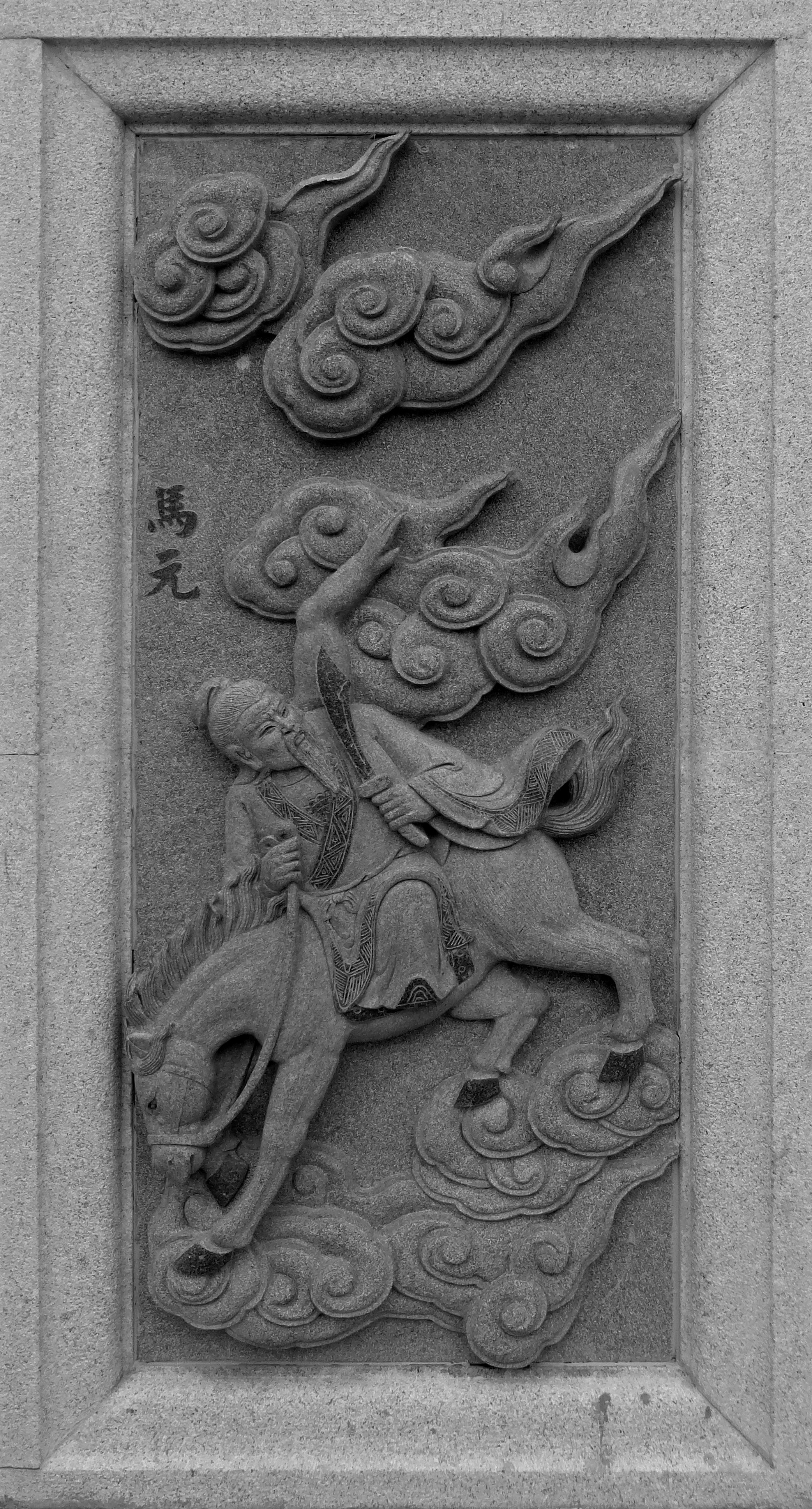
馬元

马元是在殷洪与周军对战时前来帮忙的骷髅山白骨洞一气仙。马元的脸色如瓜皮，满口獠牙，颈上挂著人头骨做成的念珠，眼睛、耳朵和鼻子冒出火焰，还能从脖子后面伸出第三只手。马元初战时就用怪手把秦州运粮官武荣的心脏掏出，让周营士兵惊惶失措，而土行孙、杨戬也都对付不了那只怪手。隔日，姜子牙按文殊广法天尊指示，出阵与马元单挑，又诈降败逃，引诱马元上高山，马元被一个没有内脏的女人所迷惑，败在文殊广法天尊的剑下，但准提道人在此时现身，把与西方教有缘的马元引导到西方。
《封神演義》第六十一回，最早出现“西方教”人物準提道人，以“‘封神榜’上無馬元名諱，此人根行且重，與吾西方有緣，待貧道把他帶上西方，成為正果”。